# Diecezja Wollongong
Diecezja Wollongong – diecezja Kościoła rzymskokatolickiego w metropolii Sydney, erygowana decyzją papieża Piusa XII w dniu 15 listopada 1951 roku na terenie należącym wcześniej do archidiecezji Sydney.